# Galgaguta
Galgaguta là một thị trấn thuộc hạt Nógrád, Hungary. Thị trấn này có diện tích 15,89 km², dân số năm 2010 là 642 người, mật độ 40 người/km².